# Ermita de San Antonio (Peñíscola)
La ermita de San Antonio (ermita de Sant Antoni en valenciano) de Peñíscola (Comunidad Valenciana, España), está situada en la Sierra de Irta y data del siglo XVI. 
El conjunto está formado por la propia ermita, la casa del ermitaño y la hospedería que delimitan un patio desde cuyo pretil se divisa una buena panorámica del litoral. 
Anualmente, el domingo siguiente al Domingo de Pascua, se realiza una tradicional romería a esta ermita desde Peñíscola, acompañada de numerosos actos festivos.

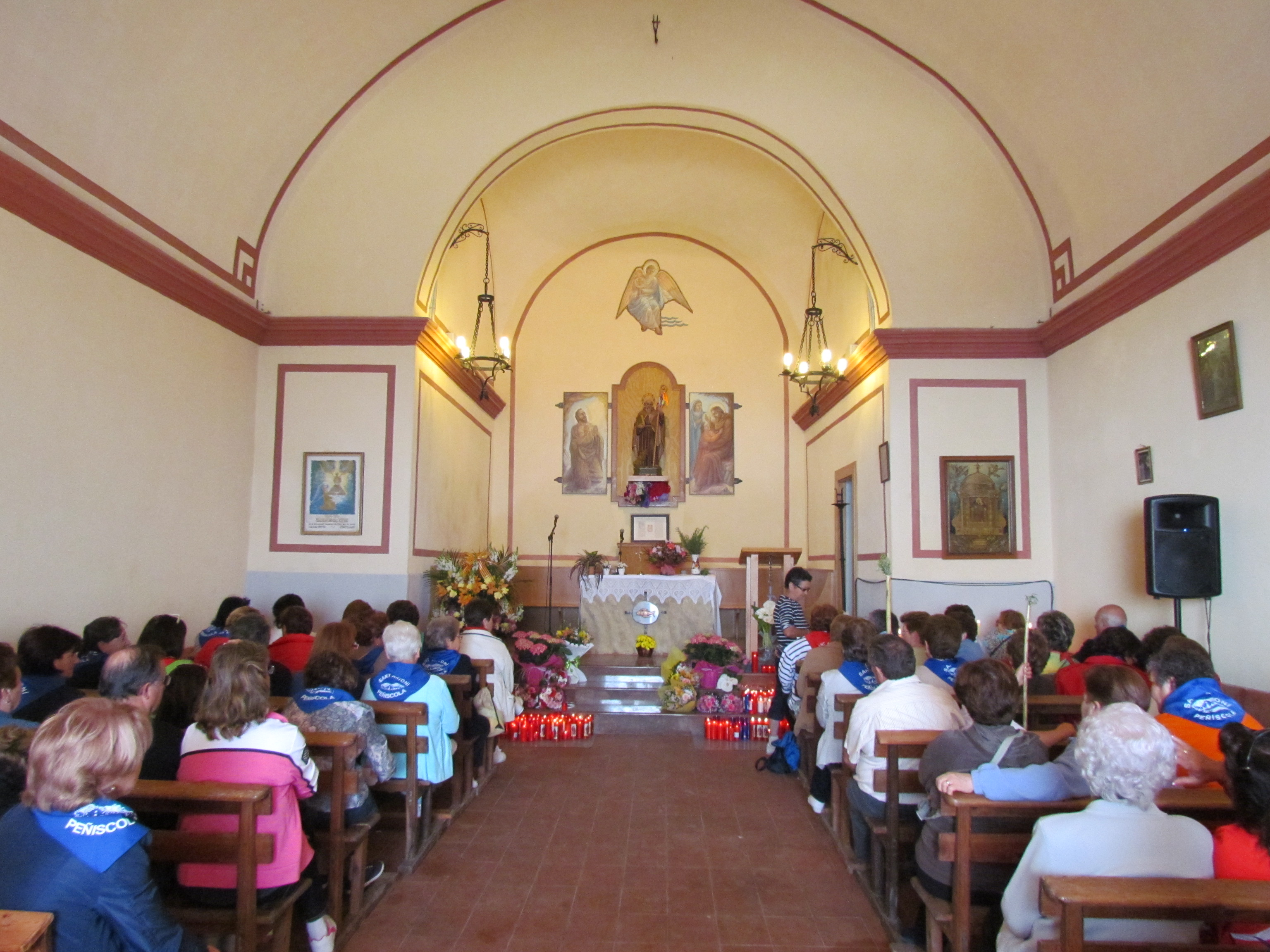
Interior
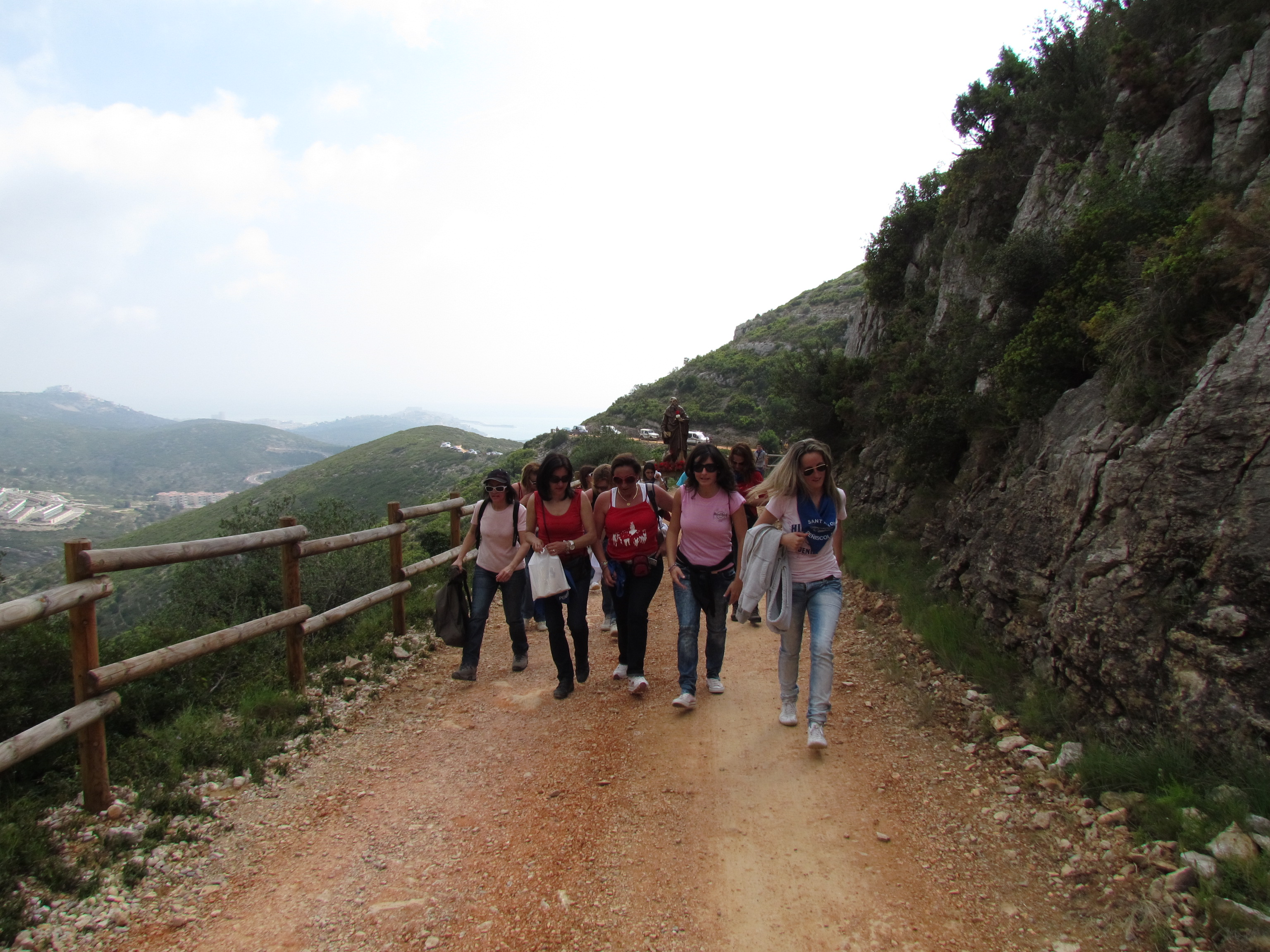
Llegada de San Antonio a la ermita